# 우보-사틀라
《우보-사틀라》(영어: Ubbo-Sathla)는 클라크 애쉬톤 스미스의 판타지 소설에 나오는 신 중 하나이다.

## 개요
창조주
잘 알려진 주신/마신/천신 등.. 상급을 넘어선 대신급을 초월한 신마저 만든 시작점. 그의 존재로 인해 차원과 우주가 창조되고, 대신 및 외부신을 만들었다고 한다. 허나 아자토스에 의해 니알랏호텝, 다올로스, 슙-니구라스, 요그-쇼토스, 마그눔 인노미안둠,히드라와 함께 우주 밖으로 힘을 모아 봉인시킨 뒤 쫓아낸다. 이에 죄책감을 느낀감을 느낀 니알라호텝과 요그-쇼토스는 다른 외부신들 몰래 우보 사틀라를 구출하고, 우보 사틀라는 우주 어느곳 , 다른 신 눈에 띄지 않는 곳에서 자신에게 걸린 봉인을 서서히 풀며 다른 생물의 모습으로 살고 있다고 전해진다.

## 신들이 창조주를 봉인한 이유
우보 사틀라는 창조주임에도 불구하고 모순된 존재였다. 살아있는 삶을 만들면서 동시에 죽음을 만든다. 천사를 만들면서 악마를 만든다. 빛을 만들면서 어둠을 만든다. 불사의 존재인 신을 만들면서, 생명은 죽는다라는 법칙을 만든다. 이에 고위신을 비롯한 감정을 가진 일부 신들이 불완정함에 불안을 느끼고 자신의 영광과 자신들의 미래를 위해서 다른 신들을 설득해 창조주의 법칙중
일부를 못쓰게 만든다.